# 飛騨細江駅
飛驒細江駅（ひだほそええき）は、岐阜県飛驒市古川町袈裟丸（けさまる）にある、東海旅客鉄道（JR東海）高山本線の駅である。

## 歴史
- 1934年（昭和9年）10月25日：鉄道省高山本線飛騨小坂駅 - 坂上駅間延伸時に開設[1]。旅客・貨物取扱開始[2]。
- 1969年（昭和44年）
  - 7月21日：貨物取扱廃止[2]。
  - 10月1日：委託管理駅化。
- 1984年（昭和59年）2月1日：荷物扱い廃止[2]。
- 1985年（昭和60年）4月1日：無人駅化[3]。
- 1987年（昭和62年）4月1日：国鉄分割民営化に伴い、東海旅客鉄道（JR東海）の駅となる[2]。

## 駅構造
相対式ホーム2面2線を有する地上駅。開業当時からの木造駅舎を備える。
高山駅管理の無人駅。

### のりば
| 番線 | 路線        | 方向 | 行先           |
| ---- | ----------- | ---- | -------------- |
| 1    | CG 高山本線 | 下り | 富山方面       |
| 2    | CG 高山本線 | 上り | 高山・下呂方面 |

## 駅周辺
- 慈眼寺 (飛騨市)
- 国道41号
- 国道471号
- 濃飛乗合自動車 「細江駅前」バス停留所

## 隣の駅
東海旅客鉄道（JR東海）
CG 高山本線
杉崎駅 - 飛驒細江駅 - 角川駅